# War Admiral
(Neville Dunn - Editore sportivo del Lexington Herald, 1937)
War Admiral (Kentucky, 2 maggio 1934 - Kentucky, 30 ottobre 1959) è stato un cavallo di razza purosangue inglese, campione in USA.
Soprannominato il "potente atomo", War Admiral è stato uno dei campioni di razza generati dal leggendario Man o' War e nella sua carriera vinse 21 delle 26 gare alle quali venne iscritto, vincendo un montepremi totale di 273.240 dollari. Nel 1937 fu il quarto cavallo a vincere la Triple Crown of Thoroughbred Racing statunitense e nella classifica dei 100 migliori cavalli da corsa americani del XX secolo è posizionato al n. 13.

## La storia

### Primi tempi
War Admiral nacque dallo stallone Man o' War, considerato da molti addetti al lavoro il miglior cavallo di tutti i tempi e dalla giumenta Brushup. Alla nascita il suo manto era di un marrone talmente scuro che molti pensarono fosse di colore nero. Venne cresciuto nelle scuderie Faraway Farm a Lexington in Kentucky (USA). Di proprietà di Samuel D. Riddle, War Admiral aveva un'altezza al garrese molto inferiore (circa 1,56 m) rispetto a quella media dei purosangue da corsa dell'epoca (circa 1,63 m). Infatti, quando il 2 maggio del 1934 il puledro venne alla luce, il commento di Riddle fu: «È arrivato un campione. È piccolo, ma sarà un grande corridore.» Il suo aspetto era ben diverso da quello del suo leggendario padre che invece era alto oltre la media. Fisicamente simile alla madre, da Man o' War ereditò il temperamento e il talento nel correre.
Il suo unico fantino rimase, fino al pensionamento del cavallo, Charles Kurtsinger. La sua prima corsa avvenne il 25 aprile del 1936 al Havre de Grace Maryland. Il cavallo arrivò primo e batté senza problemi i suoi avversari. Un mese dopo al Belmont Park Widener di New York, si piazzò di nuovo al primo posto battendo gli altri concorrenti di 2 lunghezze e mezzo. Il 6 giugno dello stesso anno, venne considerato uno dei favoriti, insieme ad un altro cavallo di nome Pompoon, a vincere la National Stallion Stakes ma si piazzò terzo. Charles Kurtsinger divenne ufficialmente il fantino di War Admiral il 1º luglio dello stesso anno e insieme parteciparono alla Great American Stakes. Pur essendo partiti con un buon ritmo War Admiral non riuscì a battere Fairy Hill, il cavallo che cavalcava prima Kurtsinger appartenuto alla scuderia Foxatcher Farm.
Successivamente il cavallo si ammalò e fu vittima di una febbre alta con tosse che non gli permise di partecipare alla gara a Saratoga. Ci vollero 11 settimane per rimetterlo in sesto e iscriverlo alla Eastern Shore Handicap. Gli spettatori di quell'evento consideravano War Admiral di terza scelta rispetto al campione giovanile indiscusso Maedic. Ma il cavallo dimostrò ben presto che si sbagliavano. Allo sventolare della bandiera di partenza, War Admiral scattò velocissimo e senza mai guardarsi indietro vinse la gara di ben 5 lunghezze, stabilendo anche un nuovo record di pista. Tre settimane dopo, al Richard Johnson Handicap in Maryland, War Admiral slittò più volte durante la corsa a causa del cattivo stato della pista dovuto ad un periodo di pioggia e si piazzò alle spalle di Bottle Cap. In quello stesso anno, Pompoon fu votato come cavallo dell'anno ma War Admiral apparì comunque tra i primi dieci nella classifica dei campioni giovanili.
Venne ritirato dalle piste dal suo proprietario per essere portato alle scuderie Glen Riddle. Il suo ritiro fu dovuto al fatto che Riddle decise di mettere in sesto War Admiral facendolo dimagrire ed aumentando la sua massa muscolare. Questa decisione venne prese per sfruttare al meglio le sue potenzialità, essendo comunque stato generato dal grande Man o' War.

### Il potente atomo
Al suo ritorno, nel mese di aprile del 1937, War Admiral fu iscritto alla Havre de Grace. Alle gabbie di partenza scattò letteralmente "come un proiettile" in vantaggio, finendo primo e distanziando gli altri di 6 lunghezze.
Nel mese di maggio dello stesso anno, Riddle fu dell'opinione che anche War Admiral (come Man o' War nel 1920) era troppo giovane per partecipare al Kentucky Derby, ma alla fine decise di iscriverlo e la folla lo considerava uno dei preferiti. War Admiral aveva il vizio di leccare l'erba quando si trovava nelle gabbie di partenza, vizio che ereditò da suo padre. Ai blocchi ci fu una pausa per l'allineamento che durò ben 8 minuti per il vizio di War Admiral di schiantarsi contro le porte. Ma appena si aprirono le gabbie, War Admiral scattò di nuovo come un proiettile (da qui il suo soprannome "il potente atomo") e vinse la gara di una lunghezza e mezza, davanti al favorito Pompoon. Dopo questa strabiliante vittoria Neville Dunn, cronista sportivo del Lexington Herald, scrisse:
(Neville Dunn - Lexington Herald)
Una settimana più tardi vinse a Preakness, piazzandosi davanti a Pompoon per la lunghezza di un muso. Tre settimane dopo vinse anche la 69ª Belmont Stake.
Questa gara fu caratterizzata da una partenza alquanto difficile. Alle gabbie di partenza, per la seconda volta, la pausa per l'allineamento dei cavalli durò circa 9 minuti. Il cavallo, come al solito, si spingeva a gran forza sulle porte. War Admiral uscì di potenza dalle gabbie e incespicò sulla pista. Con uno scatto riuscì a non rovinare a terra raccogliendosi immediatamente e ripreso il ritmo, vinse la gara distaccando i suoi 6 avversari di 3 lunghezze. Nella foga della corsa però toccò con lo zoccolo posteriore lo zoccolo anteriore e si procurò una staccatura notevole della punta dell'unghia. Incurante del dolore continuò a correre lasciando dietro di sé una scia di sangue che il fantino non riusciva a capire da dove venisse. Preoccupato per l'accaduto, all'arrivo scese di sella e notò che il cavallo aveva il sottopancia e l'intera zampa anteriore coperta di sangue. Fortunatamente la lesione venne curata con un periodo di riposo. War Admiral odiava terribilmente le gabbie di partenza ma questo dettaglio non gli negò il titolo di campione della Triple Crown of Thoroughbred Racing del 1937 e nello stesso anno fu anche nominato cavallo dell'anno.

### Il duello con Seabiscuit
Le spettacolari vittorie di War Admiral, attirarono l'opinione pubblica e il fan della costa orientale americana a paragonarlo ad un altro grande campione, il leggendario Seabiscuit di proprietà del magnate dell'automobilismo Charles S. Howard. In linea di sangue Seabiscuit era il nipote di War Admiral. Infatti Man o' War, padre di War Admiral generò Hard Tack, padre di Seabiscuit.
Dopo varie contrattazioni su un probabile duello con il campione della costa occidentale, Riddle acconsentì a far partecipare War Admiral al duello con Seabiscuit, duello che fu considerato l'avvenimento sportivo del secolo. La distanza da percorrere fu stabilita in un miglio e 3/16 di miglio (1910 mt circa) e Seabiscuit batté War Admiral di 4 lunghezze con il tempo 1'56" e 6 decimi stabilendo il record della pista di Pimlico su quella distanza . Il duello del secolo fu seguito da 40.000 persone tra il pubblico e ben 40 milioni di ascoltatori radio.

### Il ritiro dalle corse
Dopo questa sconfitta, Samuel D. Riddle, dichiarò alla stampa che non c'erano scuse e che sarebbe stato disposto ad affrontare Seabiscuit per la seconda volta, per una rivincita. Howard però, non accettò e nel 1939, Riddle decise di ritirare War Admiral dalle competizioni. Prima del ritiro però, partecipò e vinse per la seconda volta Widener Handicap, il 18 febbraio. Successivamente, dato un problema alla caviglia, War Admiral fu ritirato definitivamente dalle gare per la meritata pensione con 21 vittorie su 26 e alla fine dell'anno, c'erano già 20 cavalle prenotate per lui.

## Generazioni di campioni
War Admiral fu un cavallo di straordinario talento e coraggio. Il suo temperamento è stato sicuramente uno stimolo a vincere e dopo il ritiro, generò una discreta stirpe di fuoriclasse tra il 1962 e il 1964, tra i quali la figlia Busher, che vinse il titolo di cavallo dell'anno 1945. Oltre a Busher, tra i suoi discendenti si annoverano i nomi di Blue Peter, Cold Command, War Jeep (che fu allenato da Tom Smith, allenatore di Seabiscuit) e War Date. Il suo proprietario inoltre, commissionò al famoso artista Martin Stainforth, un ritratto del suo campione.
Il 30 ottobre del 1959 War Admiral si spense all'età di 25 anni, alle scuderie Faraway Farm, Kentucky. Alla sua morte, le sue spoglie furono onorate con la deposizione ai piedi della statua che raffigura suo padre, Man o' War, al Kentucky Horse Park.

## Maggiori gare vinte
- Great American Stakes (1936)
- Kentucky Derby (1937)
- Preakness Stakes (1937)
- Belmont Stakes (1937)
- Washington Handicap (1937)
- Pimlico Special (1937)
- Saratoga Cup (1938)
- Whitney Handicap (1938)
- Wilson Stakes (1938)
- Stars and Stripes Handicap (1938)
- Jockey Club Gold Cup (1938)
- Queens County Handicap (1938)

## Premi speciali
- 4° campione USA Triple Crown of Thoroughbred Racing (1937)
- Campione dell'anno USA - 3 anni d'età (1937)
- Cavallo dell'anno USA (1937)
- Stallone leader in Nord America (1945)
- Stallone leader in Nord America (1962, 1964)

## Onorificenze
- Hall of fame dei cavalli da corsa USA (1958)[7]
- Classifica dei 100 migliori cavalli da corsa americani del XX secolo (posizione n. 13)[3]

## Omaggi a War Admiral
Nel 2002, lo scrittore Edward L. Bowen, dedica a War Admiral una biografia intitolata "War Admiral: Thoroughbred Legends".

## Pedigree
Pedigree di War Admiral:
| Padre Man o' War (1917) | Nonno Fair Play (1905) | - Hastings (1893) - Fairy Gold (1896)            |
| Padre Man o' War (1917) | Nonna Mahubah (1910)   | - Rock Sand (1900) - Merry Token (1891)          |
| Madre Brushup (1929)    | Nonno Sweep (1907)     | - Ben Brush (1893) - Pink Domino (1897)          |
| Madre Brushup (1929)    | Nonna Annette (1921)   | - Harry of Hereford (1910) - Bathing Girl (1915) |